# Grupo 1 de la Clasificación de UEFA para la Copa Mundial de Fútbol de 1958
El Grupo 1 de la Clasificación de UEFA para la Copa Mundial de Fútbol de 1958 contó con la participación de Dinamarca, Inglaterra y Irlanda, los cuales se enfrentaron entre sí a visita recíproca por uno de las 9.5 plazas de UEFA para la Copa Mundial de Fútbol de 1958 a celebrarse en Suecia.

## Posiciones
| Pos. | Equipo     | Pts. | PJ | G | E | P | GF | GC | Dif. | Clasificación             |
| ---- | ---------- | ---- | -- | - | - | - | -- | -- | ---- | ------------------------- |
| 1    | Inglaterra | 10   | 4  | 3 | 1 | 0 | 15 | 5  | +10  | Clasificado a Suecia 1958 |
| 2    | Irlanda    | 7    | 4  | 2 | 1 | 1 | 6  | 7  | −1   |                           |
| 3    | Dinamarca  | 0    | 4  | 0 | 0 | 4 | 4  | 13 | −9   |                           |

 Fuente: FIFA

## Resultados
| 3-10-1956 | Irlanda                       | 2 – 1   | Dinamarca      | Dublin, República de Irlanda |                  |
|           | Curtis 27' · Gavin 45' (pen.) | Reporte | Aa. Jensen 85' | Árbitro(s): Bond             | Árbitro(s): Bond |

| 5-12-1956 | Inglaterra                          | 5 – 2   | Dinamarca          | Wolverhampton, Inglaterra |                    |
|           | Taylor 2' 22' 53' · Edwards 66' 77' | Reporte | O. Nielsen 27' 64' | Árbitro(s): Guigue        | Árbitro(s): Guigue |

| 8-5-1957 | Inglaterra                         | 5 – 1   | Irlanda    | Londres, Inglaterra  |                      |
|          | Taylor 10' 19' 40' · Atyeo 38' 90' | Reporte | Curtis 56' | Árbitro(s): Phillips | Árbitro(s): Phillips |

| 15-5-1957 | Dinamarca     | 1 – 4   | Inglaterra                              | Copenhagen, Dinamarca |                   |
|           | J. Jensen 27' | Reporte | Haynes 28' · Taylor 71' 86' · Atyeo 75' | Árbitro(s): Dusch     | Árbitro(s): Dusch |

| 19-5-1957 | Irlanda      | 1 – 1   | Inglaterra | Dublin, República de Irlanda |                     |
|           | Ringstead 3' | Reporte | Atyeo 90'  | Árbitro(s): Philips          | Árbitro(s): Philips |

| 2-10-1957 | Dinamarca | 0 – 2   | Irlanda                  | Copenhagen, Dinamarca |                    |
|           |           | Reporte | Cummins 53' · Curtis 61' | Árbitro(s): Schulz    | Árbitro(s): Schulz |